# 延寿 (高句麗)
延寿（えんじゅ）は、瑞鳳塚（大韓民国慶尚北道慶州市）から出土した銀製盒（瑞鳳塚出土銀盒）の銘文に確認される逸年号。発見当時は新羅の年号と考えられたが、近年では高句麗の長寿王の逸年号であるとする見方が有力である。

## 西暦との対照表
| 延寿 | 元年  |
| 西暦 | 451年 |
| 干支 | 辛卯  |

## 年代比定
銀製盒の銘についての釈文（李弘稙による）は以下の通り。
- （外面底部） : ■寿元年太歳在辛三月■太王敬造合杅三斤
- （蓋の内面） : 延寿元年太歳在卯三月中太王敬造合杅用三斤六両

「敬造」については「教造」と読む異説もある。いずれにしても延寿元年が辛卯年にあたることが認められる。
新羅の古都である慶州での発見（同遺跡の発掘は1926年）のために、当初は新羅の逸年号と見られており、辛卯年についても391年、451年、511年の諸説が並立していた。しかし、新羅における年号（元号）の使用は法興王の建元（元年は536年）であることや、4世紀末から6世紀初頭にかけて「太王」号を用いたのは高句麗であったことから、長寿王の39年（451年）に相当するという見方が有力である。高句麗の391年については広開土王の即位年に当たり、永楽の年号で記されたことから延寿年号は当たらないと考えられた。